# ザ・ニュー・ビギニング (プロレス興行)
THE NEW BEGINNING（ザ・ニュー・ビギニング）は、新日本プロレスが主催するプロレス興行。また、同興行を扱うPPVの名称である。

## 概要
- 新日本プロレスが主催する最大規模の興行、レッスルキングダムの翌2月に開催されるビッグマッチ。
- 唯一、年ごとに開催する会場が異なっている興行であることが特徴。
- ザ・ニュー・ビギニングは英語で「新たな始まり」の意味。

## 試合結果

### 2011年
| 第1試合 20分1本勝負                               |                                                 |                               |
| 後藤洋央紀 獣神サンダー・ライガー ●タイガーマスク | 08分49秒 垂直落下式ブレーンバスター →片エビ固め | 高橋裕二郎 内藤哲也 石井智宏○ |
| 第2試合 20分1本勝負                               |                                                 |                               |
| 飯伏幸太 ○KUSHIDA                                 | 12分24秒 ミッドナイトエクスプレス →片エビ固め   | 外道 邪道●                    |
| 第3試合 20分1本勝負 ■ スペシャルシングルマッチ    |                                                 |                               |
| ●中西学                                           | 10分27秒 ガンスタン →片エビ固め                 | カール・アンダーソン○         |
| 第4試合 20分1本勝負 ■ スペシャルシングルマッチ    |                                                 |                               |
| ●ストロングマン                                   | 06分06秒 飛び込み式エビ固め                     | ジャイアント・バーナード○     |
| 第5試合 20分1本勝負                               |                                                 |                               |
| ○真壁刀義 田口隆祐                                | 07分09秒 キングコングニードロップ →体固め       | NOSAWA論外 タイチ●            |
| 第6試合 30分1本勝負 ■ スペシャルシングルマッチ    |                                                 |                               |
| ○井上亘                                           | 09分37秒 スピアーオブジャスティス →片エビ固め   | 矢野通●                       |
| 第7試合 30分1本勝負 ■ スペシャルシングルマッチ    |                                                 |                               |
| ○永田裕志                                         | 13分24秒 反則                                   | 飯塚高史●                     |
| 第8試合 30分1本勝負 ■ スペシャルシングルマッチ    |                                                 |                               |
| ●天山広吉                                         | 08分24秒 ボマイェ →片エビ固め                   | 中邑真輔○                     |
| 第9試合 30分1本勝負 ■ スペシャルタッグマッチ      |                                                 |                               |
| ○棚橋弘至 プリンス・デヴィット                    | 15分47秒 ハイフライフロー →片エビ固め           | 小島聡 TAKAみちのく●          |

| 第1試合 20分1本勝負 |                                               |                                      |
| ○タマ・トンガ | 05分20秒 トンガンツイスト →体固め             | 高橋広夢●                            |
| 第2試合 20分1本勝負 |                                               |                                      |
| 獣神サンダー・ライガー 田口隆祐 ○KUSHIDA | 08分45秒 ミッドナイトエクスプレス →片エビ固め | 外道 邪道 キラーラビット●            |
| 第3試合 時間無制限1本勝負 ■ マスカラ・コントラ・マスカラ |                                               |                                      |
| ○タイガーマスク | 08分45秒 タイガースープレックスホールド       | 石井智宏●                            |
| 第4試合 時間無制限 ■ イリミネーションマッチ |                                               |                                      |
| 天山広吉 ●永田裕志 井上亘 キング・ファレ | 21分41秒 ボマイェ →片エビ固め                 | 中邑真輔○ 矢野通 飯塚高史 高橋裕二郎 |
| 【退場順】 1. ●ファレ(04分43秒 東京ピンプス→片エビ固め)高橋○ 2. ○天山(06分18秒 TTD→片エビ固め)高橋● 3. ●天山(13分58秒 オーバー・ザ・トップロープ)飯塚○ 4. ○井上(14分56秒 スピアーオブジャスティス→片エビ固め)飯塚● 5. ●井上(15分30秒 裏霞)矢野○ 6. ○永田(18分10秒 首固め)矢野● |                                               |                                      |
| 第5試合 60分1本勝負 ■ IWGPタッグ選手権試合 |                                               |                                      |
| ○ジャイアント・バーナード カール・アンダーソン (第57代王者組) | 18分28秒 バーナードライバー →片エビ固め       | 中西学 ストロングマン● (挑戦者組)    |
| ※王者組が6度目の防衛に成功 |                                               |                                      |
| 第6試合 30分1本勝負 ■ IWGP Jr.ヘビー級選手権試合 |                                               |                                      |
| ○プリンス・デヴィット | 13分17秒 ブラディーサンデー →片エビ固め       | TAKAみちのく●                        |
| ※王者が5度目の防衛に成功 |                                               |                                      |
| 第7試合 30分1本勝負 ■ スペシャルタッグマッチ |                                               |                                      |
| 真壁刀義 ●本間朋晃 | 11分29秒 TTB(Take to the bank)                | MVP○ タイチ                          |
| 第8試合 30分1本勝負 ■ スペシャルシングルマッチ |                                               |                                      |
| ○後藤洋央紀 | 17分36秒 昇天・改 →片エビ固め                 | 内藤哲也●                            |
| 第9試合 60分1本勝負 ■ IWGPヘビー級選手権試合 |                                               |                                      |
| ○棚橋弘至 (第56代王者) | 22分22秒 ハイフライフロー →片エビ固め         | 小島聡● (挑戦者)                     |
| ※王者が初防衛に成功 |                                               |                                      |

### 2012年
| 第1試合 20分1本勝負 |                                           |                                                             |
| 本間朋晃 ●キング・ファレ | 07分51秒 R.C.T                            | 高橋裕二郎○ YOSHI-HASHI                                     |
| 第2試合 20分1本勝負 |                                           |                                                             |
| 獣神サンダー・ライガー キャプテン・ニュージャパン ●タマ・トンガ | 08分35秒 鬼殺し →片エビ固め               | 矢野通○ 飯塚高史 石井智宏                                   |
| 第3試合 60分1本勝負 ■ IWGPジュニアタッグ選手権試合 |                                           |                                                             |
| プリンス・デヴィット ●田口隆祐 (第30代王者組) | 15分10秒 パワーボム →エビ固め             | デイビー・リチャーズ○ ロッキー・ロメロ (挑戦者組)           |
| ※挑戦者組が第31代王者組となる |                                           |                                                             |
| 第4試合 時間無制限 ■ イリミネーションマッチ |                                           |                                                             |
| ●真壁刀義 永田裕志 井上亘 タイガーマスク KUSHIDA | 23分08秒 ゴッチ式パイルドライバー →体固め | 鈴木みのる○ 高山善廣 ランス・アーチャー TAKAみちのく タイチ |
| 【退場順】 1. ●KUSHIDA(07分14秒 ブラックアウト→片エビ固め)ランス○ 2. ●タイガー(07分56秒 テキサストルネード→片エビ固め)ランス○ 3. ●井上(10分32秒 オーバー・ザ・トップロープ)ランス○ 4. ○真壁(11分11秒 オーバー・ザ・トップロープ)TAKA● 5. ○真壁(11分14秒 オーバー・ザ・トップロープ)タイチ● 6. ●永田(19分43秒 オーバー・ザ・トップロープ)鈴木○ |                                           |                                                             |
| 第5試合 60分1本勝負 ■ IWGPタッグ選手権試合 |                                           |                                                             |
| 天山広吉 ○小島聡 (第58代王者組) | 17分47秒 ラリアット →片エビ固め           | ジャイアント・バーナード● カール・アンダーソン (挑戦者組)   |
| ※王者組が初防衛に成功 |                                           |                                                             |
| 第6試合 60分1本勝負 ■ IWGPインターコンチネンタル選手権試合 |                                           |                                                             |
| ●田中将斗 (第2代王者) | 13分26秒 昇天・改 →片エビ固め             | 後藤洋央紀○ (挑戦者)                                        |
| ※挑戦者が第3代王者となる |                                           |                                                             |
| 第7試合 30分1本勝負 ■ スペシャルシングルマッチ |                                           |                                                             |
| ○内藤哲也 | 17分38秒 スターダストプレス →片エビ固め   | 中邑真輔●                                                   |
| 第8試合 60分1本勝負 ■ IWGPヘビー級選手権試合 |                                           |                                                             |
| ●棚橋弘至 (第56代王者) | 23分22秒 レインメーカー →片エビ固め       | オカダ・カズチカ○ (挑戦者)                                  |
| ※挑戦者が第57代王者となる |                                           |                                                             |

### 2013年
| 第1試合 20分1本勝負                                                 |                                               |                                                   |
| ○永田裕志 中西学 タマ・トンガ 獣神サンダー・ライガー タイガーマスク | 08分20秒 バックドロップホールド               | 矢野通 飯塚高史 石井智宏 YOSHI-HASHI 邪道●        |
| 第2試合 60分1本勝負 ■ IWGPジュニアタッグ選手権試合                  |                                               |                                                   |
| ○KUSHIDA アレックス・シェリー (第34代王者組)                        | 11分26秒 ミッドナイトエクスプレス →片エビ固め | ロッキー・ロメロ アレックス・コズロフ● (挑戦者組) |
| ※王者組が初防衛に成功                                               |                                               |                                                   |
| 第3試合 60分1本勝負 ■ IWGPジュニアヘビー級選手権試合                |                                               |                                                   |
| ○プリンス・デヴィット (第66代王者)                                  | 14分01秒 ブラディーサンデー →片エビ固め       | 田口隆祐● (挑戦者)                                |
| ※王者が2度目の防衛に成功                                            |                                               |                                                   |
| 第4試合 60分1本勝負 ■ IWGPタッグ選手権試合                          |                                               |                                                   |
| ○ランス・アーチャー デイビーボーイ・スミスJr. (第61代王者組)        | 14分16秒 キラーボム →片エビ固め               | 天山広吉 小島聡● (挑戦者組)                       |
| ※王者組が3度目の防衛に成功                                          |                                               |                                                   |
| 第5試合 30分1本勝負 ■ スペシャルシングルマッチ                      |                                               |                                                   |
| ○真壁刀義                                                           | 08分00秒 キングコングニードロップ →片エビ固め | 高橋裕二郎●                                       |
| 第6試合 30分1本勝負 ■ スペシャルタッグマッチ                        |                                               |                                                   |
| 後藤洋央紀 ●井上亘                                                  | 11分07秒 キドクラッチ                         | 桜庭和志○ 柴田勝頼                                |
| 第7試合 30分1本勝負 ■ スペシャルシングルマッチ                      |                                               |                                                   |
| ○中邑真輔                                                           | 11分21秒 ボマイェ →片エビ固め                 | 真霜拳號●                                         |
| 第8試合 30分1本勝負 ■ スペシャルシングルマッチ                      |                                               |                                                   |
| ●オカダ・カズチカ                                                   | 15分59秒 ゴッチ式パイルドライバー →片エビ固め | 鈴木みのる○                                       |
| 第9試合 60分1本勝負 ■ IWGPヘビー級選手権試合                        |                                               |                                                   |
| ○棚橋弘至 (第58代王者)                                              | 25分10秒 ハイフライフロー →片エビ固め         | カール・アンダーソン● (挑戦者)                    |
| ※王者が7度目の防衛に成功                                            |                                               |                                                   |

### 2014年

#### THE NEW BEGINNING in HIROSHIMA
| 第1試合 20分1本勝負                                         |                                                 |                                                                                  |
| 飯伏幸太 ●BUSHI                                             | 08分46秒 ギターラ・デ・アンヘル                 | エル・デスペラード○ 獣神サンダー・ライガー                                       |
| 第2試合 20分1本勝負                                         |                                                 |                                                                                  |
| ○鈴木みのる                                                 | 05分32秒 ゴッチ式パイルドライバー →体固め       | タマ・トンガ●                                                                    |
| 第3試合 30分1本勝負 ■ スペシャルタッグマッチ                |                                                 |                                                                                  |
| 永田裕志 ●桜庭和志                                          | 09分16秒 反則                                   | 矢野通 飯塚高史○                                                                 |
| 第4試合 30分1本勝負 ■ スペシャルシングルマッチ              |                                                 |                                                                                  |
| ●天山広吉                                                   | 09分15秒 1.9 →体固め                            | マイケル・ターヴァー○                                                            |
| 第5試合 60分1本勝負 ■ NWA世界ヘビー級選手権試合             |                                                 |                                                                                  |
| ○小島聡 (第125代王者)                                       | 11分04秒 ラリアット →片エビ固め                 | ビッグダディ・ヤムヤム● (挑戦者)                                                 |
| ※王者が初防衛に成功                                         |                                                 |                                                                                  |
| 第6試合 30分1本勝負 ■ スペシャルタッグマッチ                |                                                 |                                                                                  |
| 内藤哲也 ●本間朋晃                                          | 11分27秒 垂直落下式ブレーンバスター →片エビ固め | 石井智宏○ 高橋裕二郎                                                             |
| 第7試合 30分1本勝負 ■ スペシャル8人タッグマッチ             |                                                 |                                                                                  |
| 真壁刀義 ●田口隆祐 KUSHIDA アレックス・シェリー             | 11分28秒 ブラディサンデー →体固め               | プリンス・デヴィット○ バッドラック・ファレ マット・ジャクソン ニック・ジャクソン |
| 第8試合 30分1本勝負 ■ スペシャルタッグマッチ                |                                                 |                                                                                  |
| ○後藤洋央紀 柴田勝頼                                        | 14分38秒 昇天・改 →片エビ固め                   | オカダ・カズチカ YOSHI-HASHI●                                                    |
| 第9試合 60分1本勝負 ■ IWGPタッグ選手権試合                  |                                                 |                                                                                  |
| ○カール・アンダーソン ドク・ギャローズ （第64代王者組）     | 12分08秒 マジックキラー →片エビ固め             | ランス・アーチャー デイビーボーイ・スミスJr.● （挑戦者組）                       |
| ※王者組が初防衛に成功                                       |                                                 |                                                                                  |
| 第10試合 60分1本勝負 ■ IWGPインターコンチネンタル選手権試合 |                                                 |                                                                                  |
| ○棚橋弘至 (第7代王者)                                       | 22分32秒 ドラゴンスープレックスホールド         | 中邑真輔● (挑戦者)                                                               |
| ※王者が初防衛に成功                                         |                                                 |                                                                                  |

#### THE NEW BEGINNING in OSAKA
| 第1試合 60分1本勝負 ■ IWGP Jr.タッグ選手権試合 |                                                 |                                                     |
| ○マット・ジャクソン ニック・ジャクソン (第37代王者組) | 13分05秒 モアバング4ユアバック →片エビ固め      | KUSHIDA アレックス・シェリー● (挑戦者組)            |
| ※王者組が2度目の防衛に成功 |                                                 |                                                     |
| 第2試合 30分1本勝負 |                                                 |                                                     |
| ○柴田勝頼 | 05分21秒 PK →エビ固め                           | YOSHI-HASHI●                                        |
| 第3試合 30分1本勝負 ■ スペシャル6人タッグマッチ |                                                 |                                                     |
| 鈴木みのる ランス・アーチャー ○デイビーボーイ・スミスJr. | 07分53秒 キラーボム →エビ固め                   | カール・アンダーソン ドク・ギャローズ タマ・トンガ● |
| 第4試合 30分1本勝負 ■ スペシャルタッグマッチ |                                                 |                                                     |
| 真壁刀義 ○田口隆祐 | 09分53秒 エビ固め                               | プリンス・デヴィット● バッドラック・ファレ          |
| 第5試合 60分1本勝負 ■ NWA世界タッグ王座ナンバーワン・コンテンダーマッチ |                                                 |                                                     |
| ○天山広吉 小島聡 | 12分54秒 アナコンダバイス                       | ビッグダディ・ヤムヤム マイケル・ターヴァー●        |
| 第6試合 30分1本勝負 ■ プロレスvs柔術 異種格闘技戦 |                                                 |                                                     |
| 永田裕志 ●桜庭和志 | 09分28秒 道着によるチョーク攻撃                 | ダニエル・グレイシー ホーレス・グレイシー○          |
| ※通常のプロレスルールに加えて、 - オープンフィンガーグローブを着用してのパンチ攻撃は有効 - チョークスリーパーおよび、道着着用の場合のみ、道着を使用しての絞め技は有効とする |                                                 |                                                     |
| 第7試合 30分1本勝負 ■ スペシャルタッグマッチ |                                                 |                                                     |
| ○棚橋弘至 獣神サンダー・ライガー | 12分43秒 ハイフライフロー →片エビ固め           | 中邑真輔 高橋裕二郎●                                |
| 第8試合 60分1本勝負 ■ IWGP Jr.ヘビー級選手権試合 |                                                 |                                                     |
| ○飯伏幸太 (第67代王者) | 13分34秒 フェニックススプラッシュ →片エビ固め   | エル・デスペラード● (挑戦者)                        |
| ※王者が初防衛に成功 |                                                 |                                                     |
| 第9試合 60分1本勝負 ■ NEVER無差別級選手権試合 |                                                 |                                                     |
| ●内藤哲也 (第2代王者) | 23分41秒 垂直落下式ブレーンバスター →片エビ固め | 石井智宏○ (挑戦者)                                  |
| ※挑戦者が第3代王者となる |                                                 |                                                     |
| 第10試合 60分1本勝負 ■ IWGPヘビー級選手権試合 |                                                 |                                                     |
| ○オカダ・カズチカ (第59代王者) | 22分51秒 レインメーカー →片エビ固め             | 後藤洋央紀● (挑戦者)                                |
| ※王者が8度目の防衛に成功 |                                                 |                                                     |

### 2015年

#### THE NEW BEGINNING in OSAKA
| 第1試合 15分1本勝負                                                                              |                                                         |                                                                                            |
| ○田中翔                                                                                          | 05分38秒 逆エビ固め                                     | 小松洋平●                                                                                  |
| 第2試合 20分1本勝負                                                                              |                                                         |                                                                                            |
| タイガーマスク ○マスカラ・ドラダ                                                                 | 05分03秒 回転エビ固め                                   | 中西学 キャプテン・ニュージャパン●                                                         |
| 第3試合 20分1本勝負 ■ スペシャルタッグマッチ                                                     |                                                         |                                                                                            |
| 天山広吉 ●獣神サンダー・ライガー                                                                 | 07分53秒 パッケージドライバー →エビ固め                 | ロブ・コンウェイ チェーズ・オーエンズ○                                                     |
| 第4試合 30分1本勝負 ■ スペシャルシングルマッチ                                                   |                                                         |                                                                                            |
| ○飯伏幸太                                                                                        | 12分15秒 フェニックススプラッシュ →片エビ固め           | 本間朋晃●                                                                                  |
| 第5試合 60分1本勝負 ■ IWGP Jr.タッグ選手権試合3WAYマッチ                                         |                                                         |                                                                                            |
| カイル・オライリー ボビー・フィッシュ (第39代王者組)                                             | 13分31秒 モア・バング・フォー・ユア・バック →片エビ固め | KUSHIDA● アレックス・シェリー (挑戦者組) マット・ジャクソン○ ニック・ジャクソン (挑戦者組) |
| ※挑戦者組が第40代王者組となる ※3チーム同時に試合を行い、いずれかの選手が勝利した時点で決着とする |                                                         |                                                                                            |
| 第6試合 60分1本勝負 ■ IWGP Jr.ヘビー級選手権試合                                                 |                                                         |                                                                                            |
| ○ケニー・オメガ (第70代王者)                                                                     | 13分58秒 片翼の天使 →片エビ固め                         | 田口隆祐● (挑戦者)                                                                         |
| ※王者が初防衛に成功                                                                              |                                                         |                                                                                            |
| 第7試合 30分1本勝負 ■ スペシャル6人タッグマッチ                                                  |                                                         |                                                                                            |
| ○オカダ・カズチカ 矢野通 桜庭和志                                                                | 11分45秒 レインメーカー →片エビ固め                     | バッドラック・ファレ 高橋裕二郎 タマ・トンガ●                                              |
| 第8試合 30分1本勝負 ■ スペシャル6人タッグマッチ                                                  |                                                         |                                                                                            |
| 永田裕志 小島聡 ○内藤哲也                                                                        | 16分30秒 スターダストプレス →片エビ固め                 | 中邑真輔 石井智宏 YOSHI-HASHI●                                                             |
| 第9試合 60分1本勝負 ■ IWGPタッグ選手権試合                                                       |                                                         |                                                                                            |
| 後藤洋央紀 ●柴田勝頼 (第65代王者組)                                                              | 16分26秒 マジックキラー →片エビ固め                     | カール・アンダーソン ドク・ギャローズ○ (挑戦者組)                                          |
| ※挑戦者組が第66代王者となる                                                                      |                                                         |                                                                                            |
| 第10試合 60分1本勝負 ■ IWGPヘビー級選手権試合                                                    |                                                         |                                                                                            |
| ●棚橋弘至 (第61代王者)                                                                           | 26分08秒 スタイルズクラッシュ →エビ固め                 | AJスタイルズ○ (挑戦者)                                                                     |
| ※挑戦者が第62代王者となる                                                                        |                                                         |                                                                                            |

#### THE NEW BEGINNING in SENDAI
| 第1試合 20分1本勝負                                         |                                                 |                                                       |
| 小島聡 ●小松洋平                                            | 06分19秒 ヘラクレスカッター →片エビ固め         | 中西学○ キャプテン・ニュージャパン                    |
| 第2試合 20分1本勝負                                         |                                                 |                                                       |
| タイガーマスク ●ジェイ・ホワイト                            | 10分31秒 チェイシング・ザ・ドラゴン →片エビ固め | カイル・オライリー○ ボビー・フィッシュ                |
| 第3試合 20分1本勝負 ■ スペシャル6人タッグマッチ             |                                                 |                                                       |
| ○マスカラ・ドラダ KUSHIDA アレックス・シェリー              | 11分11秒 回転エビ固め                           | ケニー・オメガ● マット・ジャクソン ニック・ジャクソン |
| 第4試合 60分1本勝負 ■ NWA世界Jr.ヘビー級選手権試合          |                                                 |                                                       |
| ○獣神サンダー・ライガー (第90代王者)                        | 07分49秒 ヨーロピアンクラッチ                   | チェーズ・オーエンズ● (挑戦者)                        |
| ※王者が2度目の防衛に成功                                    |                                                 |                                                       |
| 第5試合 60分1本勝負 ■ NWA世界ヘビー級選手権試合             |                                                 |                                                       |
| ●ロブ・コンウェイ (第126代王者)                             | 11分50秒 ムーンサルトプレス →片エビ固め         | 天山広吉○ (挑戦者)                                    |
| ※挑戦者が第127代王者となる                                  |                                                 |                                                       |
| 第6試合 30分1本勝負 ■ スペシャルタッグマッチ                |                                                 |                                                       |
| ○内藤哲也 飯伏幸太                                          | 12分51秒 裏霞を切り返す →エビ固め               | 矢野通● 桜庭和志                                      |
| 第7試合 30分1本勝負 ■ スペシャルタッグマッチ                |                                                 |                                                       |
| ○オカダ・カズチカ YOSHI-HASHI                               | 09分55秒 レインメーカー →片エビ固め             | バッドラック・ファレ 高橋裕二郎●                      |
| 第8試合 30分1本勝負 ■ スペシャル6人タッグマッチ             |                                                 |                                                       |
| ○棚橋弘至 後藤洋央紀 柴田勝頼                               | 12分07秒 ハイフライフロー →片エビ固め           | カール・アンダーソン ドク・ギャローズ タマ・トンガ●   |
| 第9試合 60分1本勝負 ■ NEVER無差別級王座決定戦               |                                                 |                                                       |
| ●本間朋晃                                                   | 24分46秒 垂直落下式ブレーンバスター →片エビ固め | 石井智宏○                                             |
| ※石井智宏が第7代王者となる                                  |                                                 |                                                       |
| 第10試合 60分1本勝負 ■ IWGPインターコンチネンタル選手権試合 |                                                 |                                                       |
| ○中邑真輔 (第10代王者)                                      | 17分55秒 ボマイェ →片エビ固め                   | 永田裕志● (挑戦者)                                    |
| ※王者が3度目の防衛に成功                                    |                                                 |                                                       |

### 2016年

#### THE NEW BEGINNING in OSAKA
| 第1試合 20分1本勝負                                                                              |                                        |                                                                                        |
| ●デビッド・フィンレー                                                                            | 07分01秒 急角度逆エビ固め              | ジェイ・ホワイト○                                                                      |
| 第2試合 20分1本勝負                                                                              |                                        |                                                                                        |
| 獣神サンダー・ライガー タイガーマスク ○田口隆祐                                                  | 07分25秒 オーマイ&ガーアンクルホールド | 桜庭和志 YOSHI-HASHI 外道●                                                             |
| 第3試合 30分1本勝負                                                                              |                                        |                                                                                        |
| 天山広吉 ○小島聡                                                                                 | 11分05秒 ラリアット →片エビ固め        | 永田裕志 中西学●                                                                       |
| 第4試合 30分1本勝負                                                                              |                                        |                                                                                        |
| マイケル・エルガン ●ジュース・ロビンソン KUSHIDA                                                 | 08分48秒 EVIL →体固め                  | 内藤哲也 EVIL○ BUSHI                                                                   |
| 第5試合 60分1本勝負 ■ NEVER無差別級6人タッグ選手権試合                                           |                                        |                                                                                        |
| ●矢野通 ジェイ・ブリスコ マーク・ブリスコ (初代王者組)                                           | 10分08秒 ヴェレノ →片エビ固め          | バッドラック・ファレ 高橋裕二郎 タマ・トンガ○ (挑戦者組)                               |
| ※挑戦者組が第2代王者組となる                                                                     |                                        |                                                                                        |
| 第6試合 60分1本勝負 ■ IWGP Jr.タッグ選手権試合3WAYマッチ                                         |                                        |                                                                                        |
| マット・ジャクソン ●ニック・ジャクソン (第44代王者組)                                            | 14分59秒 エアー・サイダル →片エビ固め  | リコシェ マット・サイダル○ (挑戦者組) カイル・オライリー ボビー・フィッシュ (挑戦者組) |
| ※挑戦者組が第45代王者組となる ※3チーム同時に試合を行い、いずれかの選手が勝利した時点で決着とする |                                        |                                                                                        |
| 第7試合 60分1本勝負 ■ NEVER無差別級選手権試合                                                    |                                        |                                                                                        |
| ○柴田勝頼 (第10代王者)                                                                           | 18分47秒 PK →片エビ固め                | 石井智宏● (挑戦者)                                                                     |
| ※王者が初防衛に成功                                                                              |                                        |                                                                                        |
| 第8試合 30分1本勝負 ■ スペシャル6人タッグマッチ                                                  |                                        |                                                                                        |
| 棚橋弘至 真壁刀義 ●本間朋晃                                                                      | 17分11秒 片翼の天使 →エビ固め          | ケニー・オメガ○ カール・アンダーソン ドク・ギャローズ                                  |
| 第9試合 60分1本勝負 ■ IWGPヘビー級選手権試合                                                     |                                        |                                                                                        |
| ○オカダ・カズチカ (第63代王者)                                                                   | 25分27秒 レインメーカー →片エビ固め    | 後藤洋央紀● (挑戦者)                                                                   |
| ※王者が3度目の防衛に成功                                                                         |                                        |                                                                                        |

#### THE NEW BEGINNING in NIIGATA
| 第1試合 20分1本勝負                                               |                                                 |                                                         |
| 獣神サンダー・ライガー タイガーマスク ●キャプテン・ニュージャパン | 05分55秒 インディテイカー →体固め               | マット・ジャクソン○ ニック・ジャクソン コーディ・ホール |
| 第2試合 20分1本勝負                                               |                                                 |                                                         |
| カイル・オライリー ○ボビー・フィッシュ                            | 08分25秒 チェイシング・ザ・ドラゴン →片エビ固め | 桜庭和志 外道●                                          |
| 第3試合 30分1本勝負                                               |                                                 |                                                         |
| 天山広吉 小島聡 ○リコシェ マット・サイダル                        | 08分14秒 シューティングスタープレス →片エビ固め | 永田裕志 中西学 田口隆祐 デビッド・フィンレー●          |
| 第4試合 30分1本勝負                                               |                                                 |                                                         |
| マイケル・エルガン ●ジェイ・ホワイト                              | 08分38秒 EVIL →体固め                           | 内藤哲也 EVIL○                                          |
| 第5試合 60分1本勝負 ■ NEVER無差別級6人タッグ選手権試合            |                                                 |                                                         |
| バッドラック・ファレ ●高橋裕二郎 タマ・トンガ (第2代王者組)       | 08分20秒 裏霞                                   | 矢野通○ ジェイ・ブリスコ マーク・ブリスコ (挑戦者組)    |
| ※挑戦者組が第3代王者組となる                                      |                                                 |                                                         |
| 第6試合 30分1本勝負                                               |                                                 |                                                         |
| 後藤洋央紀 柴田勝頼 ●ジュース・ロビンソン                         | 16分36秒 レインメーカー →片エビ固め             | オカダ・カズチカ○ 石井智宏 YOSHI-HASHI                  |
| 第7試合 60分1本勝負 ■ IWGPジュニアヘビー級選手権試合              |                                                 |                                                         |
| ○KUSHIDA (第73代王者)                                             | 16分32秒 ホバーボードロック                     | BUSHI● (挑戦者)                                         |
| ※王者が初防衛に成功                                               |                                                 |                                                         |
| 第8試合 60分1本勝負 ■ IWGPタッグ選手権試合                        |                                                 |                                                         |
| 真壁刀義 ○本間朋晃 (第69代王者組)                                 | 14分16秒 こけし →片エビ固め                     | カール・アンダーソン● ドク・ギャローズ (挑戦者組)       |
| ※王者組が初防衛に成功                                             |                                                 |                                                         |
| 第9試合 60分1本勝負 ■ IWGPインターコンチネンタル王座決定戦        |                                                 |                                                         |
| ●棚橋弘至                                                         | 29分10秒 片翼の天使 →エビ固め                   | ケニー・オメガ○                                         |
| ※ケニー・オメガが第13代王者となる                                 |                                                 |                                                         |

### 2017年

#### THE NEW BEGINNING in SAPPORO
| 第1試合 20分1本勝負                                                                      |                                         |                                                                                       |
| KUSHIDA ●川人拓来                                                                        | 07分34秒 ギターラ・デ・アンヘル →体固め | 金丸義信 エル・デスペラード○                                                          |
| 第2試合 20分1本勝負                                                                      |                                         |                                                                                       |
| 天山広吉 小島聡 ○永田裕志                                                                | 07分48秒 ナガタロックII                 | ヨシタツ ヘナーレ 岡倫之●                                                             |
| 第3試合 30分1本勝負                                                                      |                                         |                                                                                       |
| 柴田勝頼 獣神サンダー・ライガー ●タイガーマスク                                          | 06分47秒 オスカッター →片エビ固め       | ウィル・オスプレイ○ 外道 邪道                                                         |
| 第4試合 30分1本勝負                                                                      |                                         |                                                                                       |
| ○YOSHI-HASHI                                                                             | 07分00秒 カルマ →片エビ固め             | 飯塚高史●                                                                             |
| 第5試合 30分1本勝負                                                                      |                                         |                                                                                       |
| マイケル・エルガン 棚橋弘至 中西学 田口隆祐 ○ドラゴン・リー                              | 13分03秒 デスヌカドーラ →片エビ固め     | 内藤哲也 SANADA EVIL BUSHI● 高橋ヒロム                                                |
| 第6試合 60分1本勝負 ■ IWGPジュニアタッグ選手権試合                                       |                                         |                                                                                       |
| ロッキー・ロメロ ○バレッタ (第49代王者組)                                                | 13分37秒 ストロングゼロ →エビ固め       | タイチ TAKAみちのく● (挑戦者組)                                                       |
| ※王者組が初防衛に成功                                                                    |                                         |                                                                                       |
| 第7試合 60分1本勝負 ■ NEVER無差別級選手権試合                                            |                                         |                                                                                       |
| ○後藤洋央紀 (第15代王者)                                                                 | 14分41秒 GTR →片エビ固め                | ジュース・ロビンソン● (挑戦者)                                                        |
| ※王者が初防衛に成功                                                                      |                                         |                                                                                       |
| 第8試合 60分1本勝負 ■ IWGPタッグ選手権試合 3WAYマッチ                                    |                                         |                                                                                       |
| ○矢野通 石井智宏 (第73代王者組)                                                          | 13分35秒 横入り式エビ固め               | 真壁刀義● 本間朋晃 (挑戦者組) ランス・アーチャー デイビーボーイ・スミスJr. (挑戦者組) |
| ※王者組が初防衛に成功 ※3チーム同時に試合を行い、いずれかの選手が勝利した時点で決着とする |                                         |                                                                                       |
| 第9試合 60分1本勝負 ■ IWGPヘビー級選手権試合                                             |                                         |                                                                                       |
| ○オカダ・カズチカ (第65代王者)                                                           | 40分46秒 レインメーカー →片エビ固め     | 鈴木みのる● (挑戦者)                                                                  |
| ※王者が3度目の防衛に成功                                                                 |                                         |                                                                                       |

#### THE NEW BEGINNING in OSAKA
| 第1試合 20分1本勝負                                                                           |                                         |                                                                             |
| ●ヘナーレ                                                                                     | 04分38秒 ヘビーキラー1号                | TAKAみちのく○                                                               |
| 第2試合 20分1本勝負                                                                           |                                         |                                                                             |
| 天山広吉 ○小島聡                                                                              | 06分57秒 ラリアット →体固め             | ヨシタツ● KUSHIDA                                                           |
| 第3試合 30分1本勝負                                                                           |                                         |                                                                             |
| 永田裕志 ○ジュース・ロビンソン 獣神サンダー・ライガー タイガーマスク                          | 07分51秒 パルプフリクション →片エビ固め | 後藤洋央紀 YOSHI-HASHI 外道 邪道●                                           |
| 第4試合 30分1本勝負                                                                           |                                         |                                                                             |
| オカダ・カズチカ ●ロッキー・ロメロ バレッタ                                                   | 10分27秒 ハイボールW →片エビ固め        | 鈴木みのる タイチ 金丸義信○                                                 |
| 第5試合 60分1本勝負 ■ NEVER無差別級6人タッグ選手権試合                                        |                                         |                                                                             |
| 棚橋弘至 ●中西学 田口隆祐 (第10代王者組)                                                      | 12分15秒 SkullEnd                       | SANADA○ EVIL BUSHI (挑戦者組)                                               |
| ※挑戦者組が第11代王者組となる                                                                 |                                         |                                                                             |
| 第6試合 60分1本勝負 ■ RPWブリティッシュ・ヘビー級選手権試合                                   |                                         |                                                                             |
| ○柴田勝頼 (第6代王者)                                                                         | 13分51秒 PK →エビ固め                   | ウィル・オスプレイ● (挑戦者)                                                |
| ※王者が3度目の防衛に成功                                                                      |                                         |                                                                             |
| 第7試合 60分1本勝負 ■ IWGPタッグ選手権試合 3WAYマッチ                                         |                                         |                                                                             |
| ○矢野通 石井智宏 (第73代王者組)                                                               | 12分31秒 横入り式エビ固め               | 真壁刀義 本間朋晃 (挑戦者組) デイビーボーイ・スミスJr.● 飯塚高史 (挑戦者組) |
| ※王者組が2度目の防衛に成功 ※3チーム同時に試合を行い、いずれかの選手が勝利した時点で決着とする |                                         |                                                                             |
| 第8試合 60分1本勝負 ■ IWGPジュニアヘビー級選手権試合                                          |                                         |                                                                             |
| ○高橋ヒロム (第76代王者)                                                                      | 18分23秒 TIME BOMB →体固め              | ドラゴン・リー● (挑戦者)                                                    |
| ※王者が初防衛に成功                                                                           |                                         |                                                                             |
| 第9試合 60分1本勝負 ■ IWGPインターコンチネンタル選手権試合                                    |                                         |                                                                             |
| ○内藤哲也 (第15代王者)                                                                        | 36分17秒 デスティーノ →片エビ固め       | マイケル・エルガン● (挑戦者)                                                |
| ※王者が3度目の防衛に成功                                                                      |                                         |                                                                             |

### 2018年

#### THE NEW BEGINNING in SAPPORO
| 第1試合 20分1本勝負■ 北村克哉 7番勝負第2戦                     |                                                 |                                                           |
| ○マイケル・エルガン                                            | 08分04秒 エルガンボム →エビ固め                 | 北村克哉●                                                 |
| 第2試合 20分1本勝負                                            |                                                 |                                                           |
| 天山広吉 中西学 獣神サンダー・ライガー タイガーマスク ○KUSHIDA | 08分06秒 ホバーボードロック                     | 飯塚高史 金丸義信 タイチ エル・デスペラード TAKAみちのく● |
| 第3試合 20分1本勝負                                            |                                                 |                                                           |
| ○石井智宏 矢野通                                               | 07分06秒 垂直落下式ブレーンバスター →片エビ固め | 高橋裕二郎 チェーズ・オーエンズ●                          |
| 第4試合 60分1本勝負 ■ NEVER無差別級6人タッグ選手権試合         |                                                 |                                                           |
| バッドラック・ファレ ○タマ・トンガ (第16代王者組)              | 09分15秒 ドリームキャッチャー                   | 真壁刀義 トーア・ヘナーレ● 田口隆祐 (挑戦者組)            |
| ※王者組が初防衛に成功                                          |                                                 |                                                           |
| 第5試合 30分1本勝負                                            |                                                 |                                                           |
| 飯伏幸太 ジュース・ロビンソン ●デビッド・フィンレー            | 10分47秒 ライト・オブ・パッセージ →片エビ固め   | Cody ハングマン・ペイジ○ マーティ・スカル                 |
| 第6試合 30分1本勝負                                            |                                                 |                                                           |
| YOSHI-HASHI ●ウィル・オスプレイ                                | 11分19秒 ジャックナイフ式エビ固め               | 内藤哲也○ 高橋ヒロム                                      |
| 第7試合 30分1本勝負                                            |                                                 |                                                           |
| ○オカダ・カズチカ 後藤洋央紀 外道                              | 11分52秒 コブラクラッチ                         | SANADA EVIL BUSHI●                                        |
| 第8試合 30分1本勝負                                            |                                                 |                                                           |
| ジェイ・ホワイト ●YOH SHO                                      | 10分53秒 合体インディーテイカー →片エビ固め     | ケニー・オメガ○ マット・ジャクソン ニック・ジャクソン     |
| 第9試合 60分1本勝負 ■ IWGPインターコンチネンタル選手権試合     |                                                 |                                                           |
| ●棚橋弘至 (第16代王者)                                         | 32分28秒 レフェリーストップ                     | 鈴木みのる○ (挑戦者)                                      |
| ※挑戦者が第17代王者となる                                      |                                                 |                                                           |

| 第1試合 20分1本勝負■ 北村克哉 7番勝負第3戦                       |                                               |                                                         |
| ○ジュース・ロビンソン                                            | 09分16秒 パルプフリクション →片エビ固め       | 北村克哉●                                               |
| 第2試合 20分1本勝負                                              |                                               |                                                         |
| 獣神サンダー・ライガー タイガーマスク 田口隆祐 ●海野翔太         | 08分32秒 天翔十字鳳 →片エビ固め               | 金丸義信 タイチ○ エル・デスペラード TAKAみちのく        |
| 第3試合 20分1本勝負                                              |                                               |                                                         |
| 石井智宏 ○矢野通                                                 | 06分16秒 横入り式エビ固め                     | 高橋裕二郎 ヒクレオ●                                    |
| 第4試合 20分1本勝負                                              |                                               |                                                         |
| 真壁刀義 天山広吉 中西学 ●岡倫之                                 | 09分04秒 パッケージドライバー →体固め         | バッドラック・ファレ タマ・トンガ チェーズ・オーエンズ○ |
| 第5試合 30分1本勝負                                              |                                               |                                                         |
| マイケル・エルガン ●トーア・ヘナーレ                             | 08分18秒 ヒールホールド                       | 鈴木みのる○ 飯塚高史                                    |
| 第6試合 30分1本勝負                                              |                                               |                                                         |
| 飯伏幸太 デビッド・フィンレー KUSHIDA●                           | 10分30秒 ライト・オブ・パッセージ →片エビ固め | Cody ハングマン・ペイジ○ マーティ・スカル               |
| 第7試合 30分1本勝負                                              |                                               |                                                         |
| オカダ・カズチカ 後藤洋央紀 YOSHI-HASHI ウィル・オスプレイ ●外道 | 12分19秒 Skull End                            | SANADA○ EVIL 内藤哲也 高橋ヒロム BUSHI                  |
| 第8試合 60分1本勝負 ■ IWGPジュニアタッグ選手権試合               |                                               |                                                         |
| ●マット・ジャクソン ニック・ジャクソン (第55代王者組)            | 22分34秒 首固め                               | YOH○ SHO (挑戦者組)                                     |
| ※挑戦者組が第56代王者組となる                                    |                                               |                                                         |
| 第9試合 60分1本勝負 ■ IWGP USヘビー級選手権試合                  |                                               |                                                         |
| ●ケニー・オメガ (初代王者)                                       | 29分54秒 ブレードランナー →片エビ固め         | ジェイ・ホワイト○ (挑戦者)                              |
| ※挑戦者が第2代王者となる                                         |                                               |                                                         |

#### THE NEW BEGINNING in OSAKA
| 第1試合 20分1本勝負 ■ 北村克哉 7番勝負第6戦                 |                                                 |                                          |
| ○永田裕志                                                   | 10分58秒 バックドロップホールド                 | 北村克哉●                                |
| 第2試合 20分1本勝負                                         |                                                 |                                          |
| YOH ●SHO                                                    | 10分22秒 逆エビ固め                             | 金丸義信○ エル・デスペラード             |
| 第3試合 20分1本勝負                                         |                                                 |                                          |
| ○真壁刀義 マイケル・エルガン KUSHIDA 田口隆祐               | 11分52秒 キングコング・ニードロップ →片エビ固め | 鈴木みのる 飯塚高史 タイチ TAKAみちのく● |
| 第4試合 20分1本勝負                                         |                                                 |                                          |
| ジュース・ロビンソン デビッド・フィンレー ●トーア・ヘナーレ | 07分33秒 レフェリーストップ                     | ジェイ・ホワイト○ 石井智宏 矢野通        |
| 第5試合 30分1本勝負 ■ スペシャルシングルマッチ              |                                                 |                                          |
| ●外道                                                       | 10分07秒 エムエックス →片エビ固め               | BUSHI○                                   |
| 第6試合 30分1本勝負 ■ スペシャルシングルマッチ              |                                                 |                                          |
| ●YOSHI-HASHI                                                | 16分46秒 デスティーノ →体固め                   | 内藤哲也○                                |
| 第7試合 60分1本勝負 ■ IWGPジュニアヘビー級選手権試合        |                                                 |                                          |
| ○ウィル・オスプレイ (第80代王者)                            | 20分05秒 オスカッター →片エビ固め               | 高橋ヒロム● (挑戦者)                     |
| ※王者が初防衛に成功                                         |                                                 |                                          |
| 第8試合 60分1本勝負 ■ NEVER無差別級選手権試合               |                                                 |                                          |
| ○後藤洋央紀 (第17代王者)                                    | 20分19秒 GTR →片エビ固め                        | EVIL● (挑戦者)                           |
| ※王者が初防衛に成功                                         |                                                 |                                          |
| 第9試合 60分1本勝負 ■ IWGPヘビー級選手権試合                |                                                 |                                          |
| ○オカダ・カズチカ (第65代王者)                              | 32分12秒 レインメーカー →片エビ固め             | SANADA● (挑戦者)                         |
| ※王者が10度目の防衛に成功                                   |                                                 |                                          |

### 2019年

#### THE NEW BEGINNING in SAPPORO ～雪の札幌2連戦～
| 第1試合 15分1本勝負                             |                                             |                                                                     |
| ○成田蓮                                         | 09分45秒 フロントスープレックスホールド     | 上村優也●                                                           |
| 第2試合 20分1本勝負                             |                                             |                                                                     |
| 中西学 ○トーア・ヘナーレ                        | 08分53秒 TOAボトム →片エビ固め              | 海野翔太● 吉田綾斗                                                  |
| 第3試合 30分1本勝負                             |                                             |                                                                     |
| ○天山広吉 タイガーマスク                        | 09分26秒 反則                               | 飯塚高史 TAKAみちのく●                                              |
| 第4試合 30分1本勝負                             |                                             |                                                                     |
| 真壁刀義 ○矢野通 本間朋晃 YOSHI-HASHI 田口隆祐  | 13分38秒 横入り式エビ固め                   | タマ・トンガ タンガ・ロア 高橋裕二郎● チェーズ・オーエンズ 石森太二 |
| 第5試合 30分1本勝負 ■ スペシャル6人タッグマッチ |                                             |                                                                     |
| 内藤哲也 ●BUSHI 鷹木信悟                        | 13分28秒 デンジャラスバックドロップ →体固め | タイチ○ 金丸義信 エル・デスペラード                                 |
| 第6試合 60分1本勝負 ■ スペシャルシングルマッチ  |                                             |                                                                     |
| ●SANADA                                         | 19分40秒 ゴッチ式パイルドライバー →エビ固め | 鈴木みのる○                                                         |
| 第7試合 60分1本勝負 ■ スペシャルシングルマッチ  |                                             |                                                                     |
| ○EVIL                                           | 22分01秒 EVIL →片エビ固め                   | ザック・セイバーJr.●                                                |
| 第8試合 60分1本勝負 ■ スペシャルタッグマッチ    |                                             |                                                                     |
| ●棚橋弘至 オカダ・カズチカ                      | 24分36秒 TTO（裏足四の字固め）              | ジェイ・ホワイト○ バッドラック・ファレ                              |

| 第1試合 15分1本勝負                                        |                                                   |                                                             |
| ○トーア・ヘナーレ                                          | 07分07秒 TOAボトム →片エビ固め                    | 辻陽太●                                                     |
| 第2試合 20分1本勝負                                        |                                                   |                                                             |
| 中西学 ○タイガーマスク                                     | 09分31秒 雪崩式ダブルアームスープレックス →体固め | 海野翔太 吉田綾斗●                                          |
| 第3試合 20分1本勝負                                        |                                                   |                                                             |
| ○天山広吉 成田蓮                                           | 09分47秒 反則                                     | 飯塚高史● TAKAみちのく                                      |
| 第4試合 30分1本勝負                                        |                                                   |                                                             |
| 真壁刀義 ○矢野通 本間朋晃 田口隆祐                         | 14分15秒 横入り式エビ固め                         | タマ・トンガ タンガ・ロア● 高橋裕二郎 石森太二              |
| 第5試合 30分1本勝負                                        |                                                   |                                                             |
| 棚橋弘至 オカダ・カズチカ ●YOSHI-HASHI                     | 17分57秒 YTO（裏足四の字固め）                    | ジェイ・ホワイト○ バッドラック・ファレ チェーズ・オーエンズ |
| 第6試合 60分1本勝負 ■ IWGPジュニアタッグ選手権試合         |                                                   |                                                             |
| BUSHI ○鷹木信悟 (第58代王者組)                             | 18分04秒 リベリオン →片エビ固め                   | 金丸義信● エル・デスペラード (挑戦者組)                     |
| ※BUSHI＆鷹木信悟が初防衛に成功                             |                                                   |                                                             |
| 第7試合 60分1本勝負 ■ IWGPタッグ選手権試合                 |                                                   |                                                             |
| EVIL ○SANADA (第82代王者組)                                | 16分52秒 ラウンディングボディプレス →片エビ固め   | 鈴木みのる● ザック・セイバーJr. (挑戦者組)                  |
| ※EVIL＆SANADAが初防衛に成功                                |                                                   |                                                             |
| 第8試合 60分1本勝負 ■ IWGPインターコンチネンタル選手権試合 |                                                   |                                                             |
| ○内藤哲也 (第20代王者)                                     | 21分31秒 デスティーノ →片エビ固め                 | タイチ● (挑戦者)                                            |
| ※内藤哲也が初防衛に成功                                    |                                                   |                                                             |

#### THE NEW BEGINNING in OSAKA
| 第1試合 20分1本勝負                                  |                                         |                                     |
| ○天山広吉 小島聡 獣神サンダー・ライガー              | 12分56秒 反則                           | 鈴木みのる 飯塚高史● TAKAみちのく   |
| 第2試合 20分1本勝負                                  |                                         |                                     |
| EVIL ○SANADA                                         | 10分08秒 マジックキラー →体固め         | 海野翔太● 吉田綾斗                  |
| 第3試合 20分1本勝負                                  |                                         |                                     |
| ○内藤哲也 BUSHI 鷹木信悟                             | 11分02秒 デスティーノ →片エビ固め       | タイチ 金丸義信● エル・デスペラード |
| 第4試合 30分1本勝負                                  |                                         |                                     |
| ●本間朋晃 YOSHI-HASHI                                | 09分38秒 パッケージドライバー →エビ固め | 高橋裕二郎 チェーズ・オーエンズ○    |
| 第5試合 30分1本勝負                                  |                                         |                                     |
| 真壁刀義 ●矢野通                                     | 09分44秒 ガン・スタン →片エビ固め       | タマ・トンガ○ タンガ・ロア          |
| 第6試合 60分1本勝負 ■ IWGPジュニアヘビー級選手権試合 |                                         |                                     |
| ○石森太二 (第83代王者)                               | 16分10秒 ブラディークロス →エビ固め     | 田口隆祐● (挑戦者)                  |
| ※石森が初防衛に成功                                  |                                         |                                     |
| 第7試合 60分1本勝負 ■ スペシャルシングルマッチ       |                                         |                                     |
| ○オカダ・カズチカ                                    | 18分10秒 レインメーカー →片エビ固め     | バッドラック・ファレ●               |
| 第8試合 60分1本勝負 ■ IWGPヘビー級選手権試合         |                                         |                                     |
| ●棚橋弘至 (第67代王者)                               | 30分28秒 ブレードランナー →片エビ固め   | ジェイ・ホワイト○ (挑戦者)          |
| ※棚橋が初防衛に失敗。ジェイが新チャンピオンとなる。  |                                         |                                     |

### 2020年

#### THE NEW BEGINNING in SAPPORO ～雪の札幌2連戦～
| 第1試合 20分1本勝負                            |                                                 |                                                        |
| タイガーマスク ●上村優也                       | 08分13秒 Yes Lock                               | 石森太二○ エル・ファンタズモ                           |
| 第2試合 30分1本勝負                            |                                                 |                                                        |
| 真壁刀義 本間朋晃 ○トーア・ヘナーレ            | 09分41秒 TOAボトム →片エビ固め                  | 天山広吉 中西学 辻陽太●                                |
| 第3試合 30分1本勝負                            |                                                 |                                                        |
| ウィル・オスプレイ YOH SHO ○田口隆祐           | 11分45秒 どどん →エビ固め                       | ザック・セイバーJr. エル・デスペラード 金丸義信 DOUKI● |
| 第4試合 30分1本勝負 ■ スペシャルタッグマッチ   |                                                 |                                                        |
| リュウ・リー ○ロビー・イーグルス               | 11分47秒 ロン・ミラー・スペシャル               | 髙橋ヒロム BUSHI●                                      |
| 第5試合 30分1本勝負 ■ スペシャルタッグマッチ   |                                                 |                                                        |
| 内藤哲也 ●SANADA                               | 18分42秒 横入り式エビ固め                       | KENTA ジェイ・ホワイト○                                |
| 第6試合 30分1本勝負 ■ スペシャルタッグマッチ   |                                                 |                                                        |
| オカダ・カズチカ ●ジョン・モクスリー           | 17分48秒 ゴッチ式パイルドライバー →体固め       | タイチ 鈴木みのる○                                     |
| 第7試合 60分1本勝負 ■ スペシャルシングルマッチ |                                                 |                                                        |
| ○石井智宏                                      | 21分14秒 垂直落下式ブレーンバスター →体固め     | EVIL●                                                  |
| 第8試合 60分1本勝負 ■ NEVER無差別級選手権試合  |                                                 |                                                        |
| ●後藤洋央紀 (第28代王者)                       | 20分10秒 ラスト・オブ・ザ・ドラゴン →片エビ固め | 鷹木信悟○ (挑戦者)                                     |
| 後藤が初防衛失敗、鷹木が新王者となる。         |                                                 |                                                        |

| 第1試合 15分1本勝負                                    |                                           |                                               |
| ○トーア・ヘナーレ                                      | 08分16秒 TOAボトム →片エビ固め            | 辻陽太●                                       |
| 第2試合 20分1本勝負                                    |                                           |                                               |
| 真壁刀義 本間朋晃 ●上村優也                            | 09分48秒 タイガースープレックスホールド   | 天山広吉 中西学 タイガーマスク○               |
| 第3試合 20分1本勝負                                    |                                           |                                               |
| ●ゲイブリエル・キッド                                  | 08分50秒 フロッグスプラッシュ →片エビ固め | エル・ファンタズモ○                           |
| 第4試合 30分1本勝負                                    |                                           |                                               |
| 後藤洋央紀 石井智宏 ○ロビー・イーグルス                | 09分42秒 ロン・ミラー・スペシャル         | 鷹木信悟 EVIL BUSHI●                          |
| 第5試合 30分1本勝負 ■ スペシャル8人タッグマッチ        |                                           |                                               |
| ジョン・モクスリー YOH SHO ○田口隆祐                   | 12分58秒 オーマイ＆ガーアンクル           | 鈴木みのる エル・デスペラード 金丸義信 DOUKI● |
| 第6試合 30分1本勝負 ■ スペシャル6人タッグマッチ        |                                           |                                               |
| 内藤哲也 ○SANADA 髙橋ヒロム                            | 15分34秒 Skull End                        | KENTA ジェイ・ホワイト 石森太二●              |
| 第7試合 60分1本勝負 ■ ブリティッシュヘビー級選手権試合 |                                           |                                               |
| ○ザック・セイバーJr. (チャンピオン)                    | 27分04秒 レフェリーストップ               | ウィル・オスプレイ● (チャレンジャー)          |
| ※ザックが防衛成功。                                    |                                           |                                               |
| 第8試合 60分1本勝負 ■ スペシャルシングルマッチ         |                                           |                                               |
| ○オカダ・カズチカ                                      | 30分53秒 レインメーカー →片エビ固め       | タイチ●                                       |

#### THE NEW BEGINNING in OSAKA
| 第1試合 20分1本勝負 ■ 中西学ファイナル大阪城ホール                                       |                                       |                                                            |
| 中西学 天山広吉 ○小島聡 永田裕志                                                         | 07分09秒 ラリアット →体固め           | 真壁刀義 本間朋晃● トーア・ヘナーレ 田口隆祐               |
| 第2試合 60分1本勝負 ■ IWGPジュニアタッグ選手権試合                                       |                                       |                                                            |
| YOH ○SHO (第61代王者組)                                                                  | 16分22秒 STRONG X →エビ固め           | エル・デスペラード 金丸義信● (挑戦者組)                    |
| ※SHO＆YOH組が初防衛成功。                                                                |                                       |                                                            |
| 第3試合 30分1本勝負 ■ スペシャル8人タッグマッチ                                          |                                       |                                                            |
| ジュース・ロビンソン デビッド・フィンレー ○棚橋弘至 飯伏幸太                             | 10分50秒 横入り式エビ固め             | タマ・トンガ タンガ・ロア● 高橋裕二郎 チェーズ・オーエンズ |
| 第4試合 60分1本勝負 ■ スペシャルタッグマッチ                                             |                                       |                                                            |
| ○オカダ・カズチカ ウィル・オスプレイ                                                     | 11分50秒 レインメーカー →片エビ固め   | タイチ● ザック・セイバーJr.                                |
| 第5試合 60分1本勝負 ■ スペシャルシングルマッチ                                           |                                       |                                                            |
| ●SANADA                                                                                  | 21分52秒 ブレードランナー →片エビ固め | ジェイ・ホワイト○                                          |
| 第6試合 60分1本勝負 ■ IWGPジュニアヘビー級選手権試合                                     |                                       |                                                            |
| ○髙橋ヒロム (第86代王者)                                                                 | 23分54秒 TIME BOMB →片エビ固め        | リュウ・リー● (挑戦者)                                     |
| ※王者ヒロムが初防衛成功。                                                                |                                       |                                                            |
| 第7試合 60分1本勝負 ■ IWGP USヘビー級選手権試合                                          |                                       |                                                            |
| ○ジョン・モクスリー (第8代王者)                                                          | 17分14秒 デスライダー →片エビ固め     | 鈴木みのる● (挑戦者)                                       |
| ※王者モクスリーが2度目の防衛に成功。                                                     |                                       |                                                            |
| 第8試合 60分1本勝負 ■ IWGPヘビー級・IWGPインターコンチネンタル ダブル選手権試合          |                                       |                                                            |
| ○内藤哲也 (第70代IWGPヘビー級& 第24代IWGPインターコンチネンタル王者)                     | 35分50秒 デスティーノ →片エビ固め     | KENTA● (挑戦者)                                            |
| ※王者内藤がIWGPヘビー級王座の初防衛、IWGPインターコンチネンタル王座の2度目の防衛に成功。 |                                       |                                                            |

### 2021

#### THE NEW BEGINNING in NAGOYA
| 第1試合 20分1本勝負                                            |                                        |                                   |
| オカダ・カズチカ ○矢野通                                       | 7分40秒 横入り式エビ固め               | EVIL 高橋裕二郎●                  |
| 第2試合 20分1本勝負                                            |                                        |                                   |
| 飯伏幸太 本間朋晃 ○SHO マスター・ワト                          | 11分32秒 ショックアロー→片エビ固め     | SANADA 内藤哲也 高橋ヒロム BUSHI● |
| 第3試合 30分1本勝負 ■ 敗者モンゴリアンチョップ封印マッチ       |                                        |                                   |
| ●天山広吉                                                      | 12分45秒 エリミネーター→片エビ固め     | グレート-O-カーン○                |
| ※試合に負けた天山がモンゴリアンチョップ封印となる              |                                        |                                   |
| 第4試合 30分1本勝負 ■ ノーDQマッチ                             |                                        |                                   |
| ●小島聡                                                        | 16分57秒 ストームブレイカー→片エビ固め | ウィル・オスプレイ○               |
| ※反則裁定無し、その他通常ルールで行われる。                    |                                        |                                   |
| 第5試合 60分1本勝負 ■ NEVER無差別級選手権試合                  |                                        |                                   |
| ●鷹木信悟 (第31代王者)                                         | 35分40秒 ハイフライフロー→片エビ固め   | 棚橋弘至○ (挑戦者)                |
| ※チャンピオンが2度目の防衛に失敗、棚橋が新チャンピオンとなる。 |                                        |                                   |

#### THE NEW BEGINNING in HIROSHIMA
| 第1試合 20分1本勝負                                      |                                  |                                                           |
| 辻陽太 ●上村優也 ゲイブリエル・キッド                    | 8分01秒 逆片エビ固め             | 鈴木みのる○ エル・デスペラード 金丸義信                   |
| 第2試合 20分1本勝負                                      |                                  |                                                           |
| ●マスター・ワト                                          | 11分08秒 エムエックス→エビ固め   | BUSHI○                                                    |
| 第3試合 30分1本勝負                                      |                                  |                                                           |
| オカダ・カズチカ ○矢野通 後藤洋央紀 石井智宏 YOSHI-HASHI | 12分08秒 横入り式エビ固め        | EVIL 高橋裕二郎● ディック東郷 石森太二 エル・ファンタズモ |
| 第4試合 30分1本勝負                                      |                                  |                                                           |
| 飯伏幸太 ●本間朋晃                                       | 11分02秒 デスティーノ→片エビ固め | SANADA 内藤哲也○                                          |
| 第5試合 60分1本勝負 ■ IWGPタッグ選手権試合               |                                  |                                                           |
| ○タマ・トンガ タンガ・ロア (第88代王者組)                | 29分08秒 反則                    | タイチ● ザック・セイバーJr. (挑戦者組)                    |
| ※王者組が初防衛に成功                                    |                                  |                                                           |
| 第6試合 60分1本勝負 ■ IWGPジュニアヘビー級選手権試合     |                                  |                                                           |
| ○高橋ヒロム (第88代王者)                                 | 35分38秒 TIME BOMB II→片エビ固め | SHO● (挑戦者)                                             |
| ※王者が初防衛に成功                                      |                                  |                                                           |

| 第1試合 20分1本勝負                                                            |                                 |                                             |
| ●ゲイブリエル・キッド 上村優也 辻陽太                                          | 8分51秒 ZSJスタイルリストロック | DOUKI ザック・セイバーJr.○ タイチ           |
| 第2試合 20分1本勝負                                                            |                                 |                                             |
| ○マスター・ワト SHO 本間朋晃                                                   | 8分07秒 ラ・カレテラ            | 金丸義信● エル・デスペラード 鈴木みのる     |
| 第3試合 30分1本勝負                                                            |                                 |                                             |
| BUSHI 高橋ヒロム ○内藤哲也                                                     | 9分54秒 デスティーノ→片エビ固め | 石森太二 エル・ファンタズモ 高橋裕二郎●     |
| 第4試合 30分1本勝負                                                            |                                 |                                             |
| 矢野通 △オカダ・カズチカ                                                       | 1分27秒 両者リングアウト        | ディック東郷 EVIL△                          |
| 第5試合 30分1本勝負■スペシャルシングルマッチ                                   |                                 |                                             |
| ○オカダ・カズチカ                                                              | 5分41秒 反則                    | EVIL●                                       |
| ※第4試合のカード変更によるスペシャルシングルマッチ                             |                                 |                                             |
| 第6試合 60分1本勝負 ■ NEVER無差別級6人タッグ選手権試合                         |                                 |                                             |
| ○YOSHI-HASHI 後藤洋央紀 石井智宏                                               | 27分01秒 緊箍児                 | タンガ・ロア● タマ・トンガ ジェイ・ホワイト |
| ※王者組が3度目の防衛に成功                                                     |                                 |                                             |
| 第7試合 60分1本勝負 ■ IWGPヘビー級・IWGPインターコンチネンタルダブル選手権試合 |                                 |                                             |
| ○飯伏幸太 (第73代IWGPヘビー級& 第27代IWGPインターコンチネンタル王者)           | 27分51秒 カミゴェ→片エビ固め    | SANADA● (挑戦者)                            |
| ※王者が両王座ともに2度目の防衛に成功                                           |                                 |                                             |